# Villa Thoenes

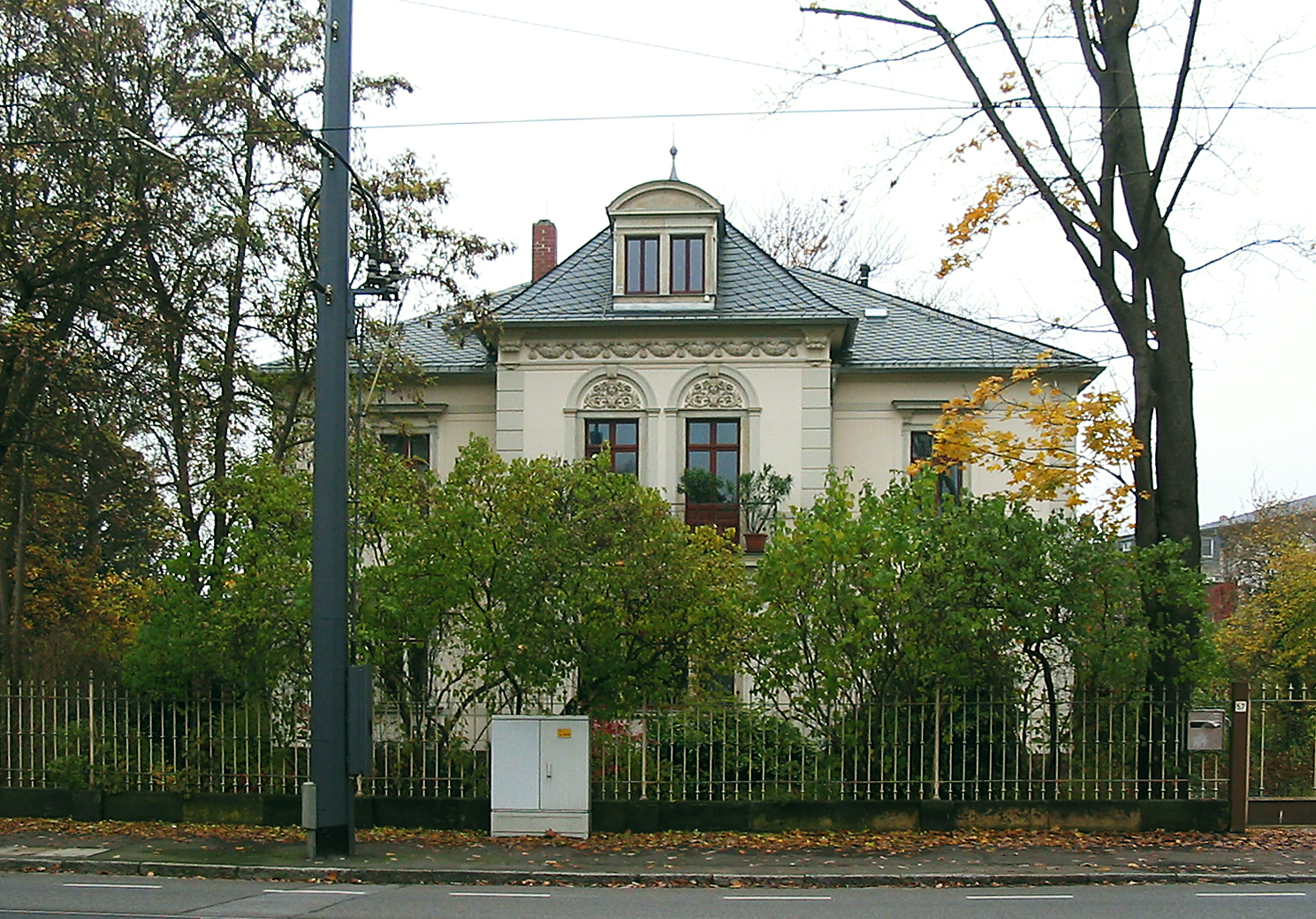
Villa Thoenes

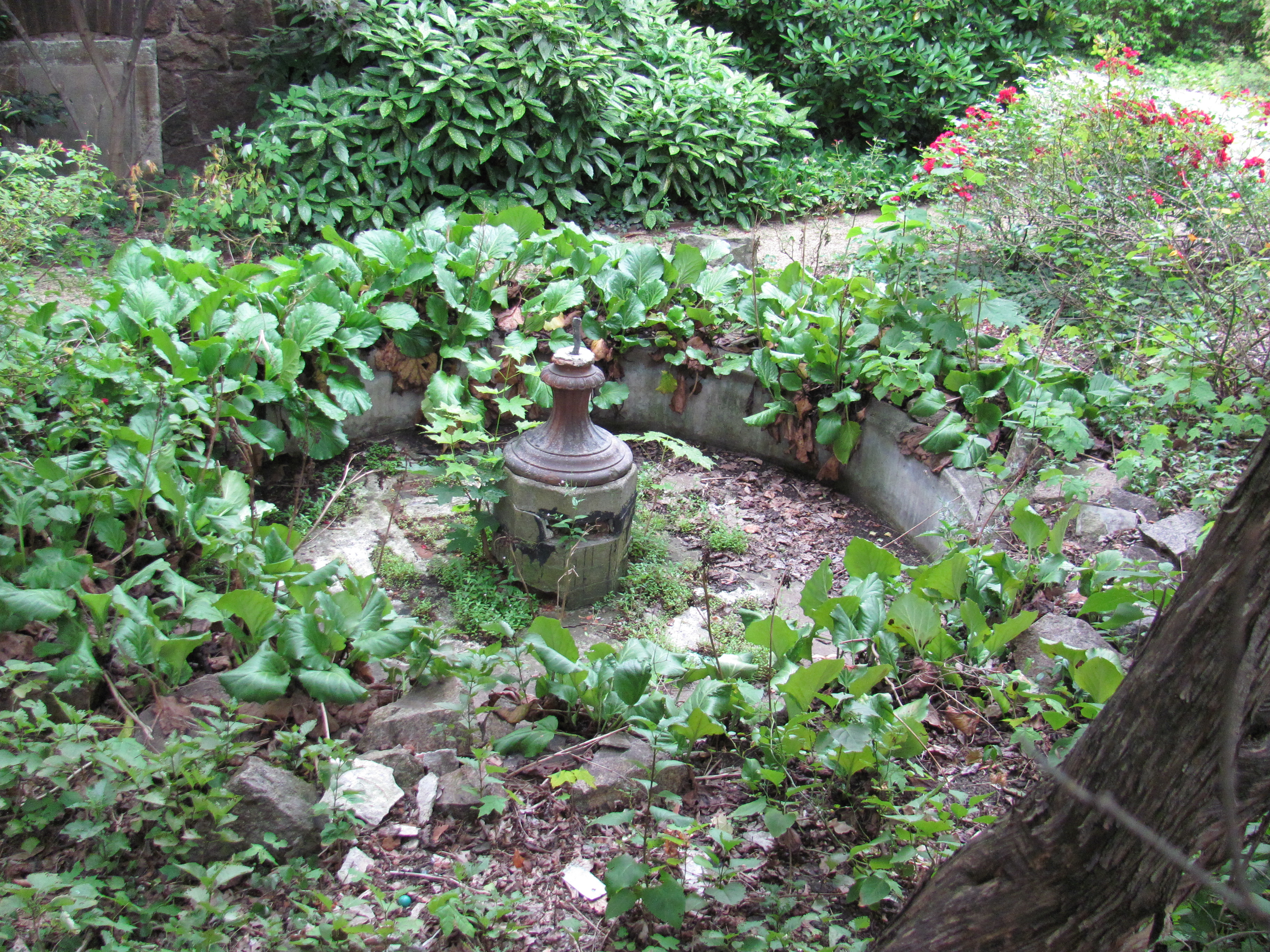
Reste des Springbrunnens

Die Villa Thoenes liegt im Stadtteil Alt-Radebeul der sächsischen Stadt Radebeul, in der Meißner Straße 57. Sie wurde für den namensgebenden Fabrikanten Gustav Thoenes errichtet, dessen Fabrik Sächsische Asbestfabrik Thoenes nur wenige Hundert Meter weiter östlich an der Meißner Straße 43 stand.

## Beschreibung
Die zweigeschossige, mitsamt Brunnen, Garten und Einfriedung unter Denkmalschutz stehende Villa ist „ein Bau der Dresdner Schule mit Anklängen an die französische Renaissance“.
Die Hauptansicht zur Straße hat einen symmetrischen Aufriss, ein flaches Walmdach sowie einen Mittelrisaliten. Vor dem Risalit steht eine massive Veranda, im abgewalmten Dach desselben befindet sich eine Gaube mit Segmentgiebel. In den Bogenfeldern über den Fenstern des Obergeschosses des Risaliten befindet sich Stuckornamentik mit Masken. Unter dem darüberliegenden Dachgesims ist ein Festonfries.
Der Putz ist heutzutage noch weitgehend original erhalten. Die Fenster werden durch Sandsteingewände eingerahmt, im Erdgeschoss befinden sich Dreiecksgiebelverdachungen darüber. Die Gebäudekanten werden durch genutete Ecklisenen betont.
Die Einfriedung des großen Gartens mit altem Baumbestand erfolgt durch einen Eisenzaun, der Garten zur Villa gilt als denkmalpflegerische Nebenanlage.

## Geschichte

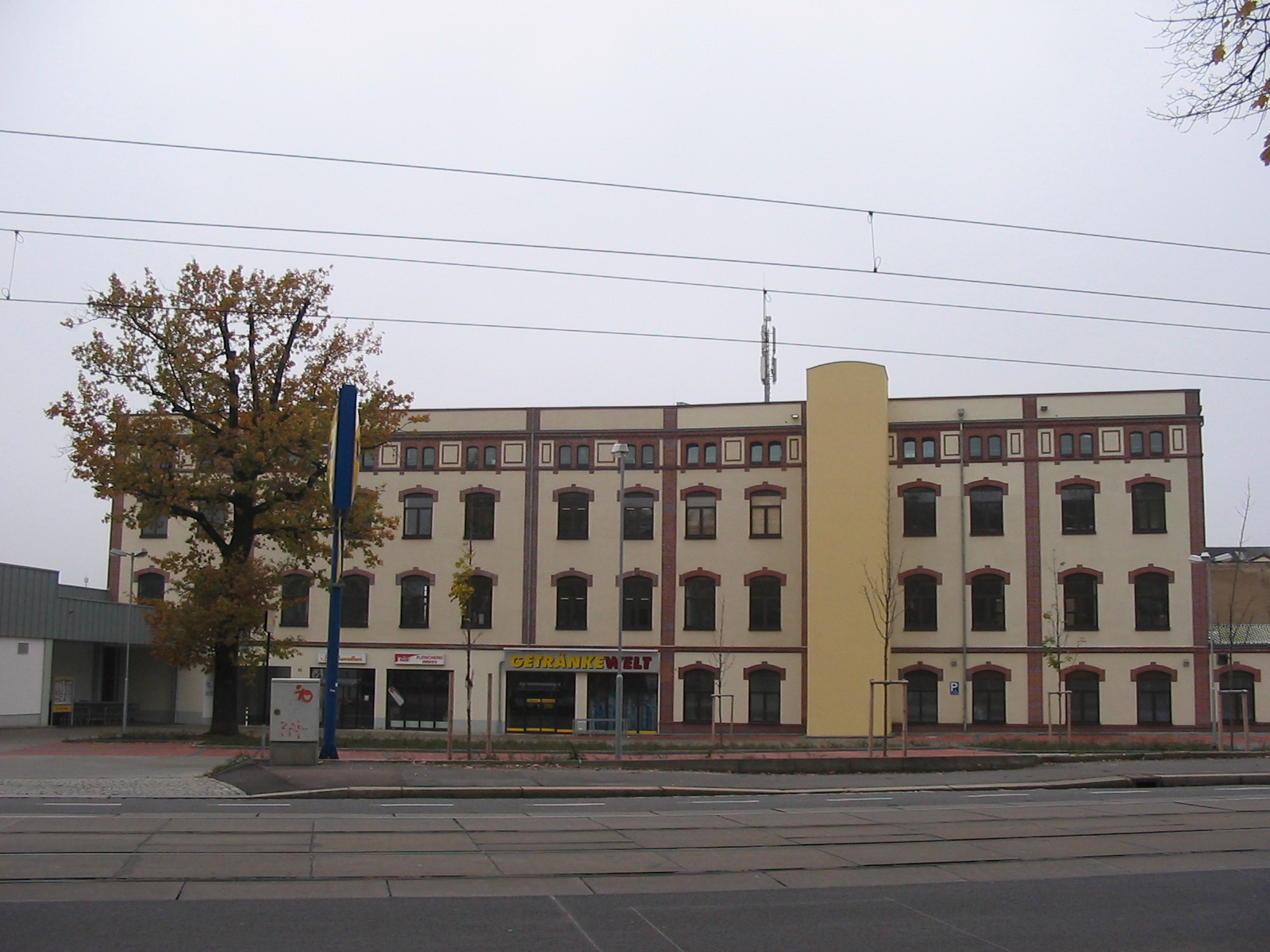
Ehemaliges Fabrikgebäude an der Meißner Straße (2008)

Der ortsansässige Fabrikant und Mitbesitzer der Sächsischen Asbestfabrik Gustav & August Thoenes, Carl Gustav Thoenes (* 12. April 1851; † 19. März 1923; beerdigt auf dem Friedhof Radebeul-Ost), ließ sich 1888/1889 durch die Gebrüder Ziller ein Wohnhaus errichten.
1891 wurde sein Sohn Fritz Thoenes (1891–1974) geboren, der 1934 als Professor für Kinderkrankheiten die Leitung der Universitätskinderklinik in Magdeburg übernahm.
1906 erfolgte auf der Rückseite des Gebäudes der Anbau eines Gewächshauses.